# Isaac Cuenca
Joan Isaac Cuenca López (født 27. april 1991) er en spansk professional fodboldspiller der spiller som kantspiller eller offensiv midtbanespiller hos Hapoel Be'er Sheva i Israel.